# Michael Alig
Michael Alig (29 de abril de 1966 - 24 de diciembre de 2020) fue un promotor de clubes y artista estadounidense condenado por homicidio involuntario. Fue uno de los cabecillas del Club Kids, un grupo de jóvenes asistentes a clubes nocturnos de la ciudad de Nueva York que se convirtió en un fenómeno cultural a finales de los años 1980 y principios de los años 1990.  En marzo de 1996, Alig y su compañero de habitación, Robert D. "Freeze" Riggs, mataron a su compañero Club Kid, Andre "Angel" Melendez, en un enfrentamiento por una deuda económica. En octubre de 1997, Alig se declaró culpable de homicidio en primer grado. Ambos hombres fueron condenados a penas de entre 10 y 20 años de prisión. Riggs fue puesto en libertad condicional en 2010. Alig fue liberado el 5 de mayo de 2014. 
En la víspera de Navidad de 2020, poco antes de la medianoche, Alig murió en su casa de Washington Heights por una sobredosis a los 54 años. 

## Primeros años
Nacido y criado en South Bend, Indiana, fue el segundo de los dos hijos de John y Elke Alig. Su madre, nativa de Bremerhaven, Alemania, se mudó a los Estados Unidos después de casarse con su padre, un programador de computadoras. La pareja se divorció cuando Alig tenía cuatro años. 
Alig asistió a la escuela secundaria Grissom y a la escuela secundaria Penn, donde fue un estudiante sobresaliente y se graduó dentro del 8% superior de su clase. Durante su adolescencia, Alig informó que a menudo sufría acoso debido a su homosexualidad.  En busca de un entorno social menos conservador después de graduarse en 1984, asistió a la Universidad de Fordham en la ciudad de Nueva York  donde estudió arquitectura, antes de trasladarse al Instituto Tecnológico de la Moda. Allí conoció al novio del artista Keith Haring, quien le presentó a Alig la vida nocturna neoyorquina. Alig pronto abandonó la escuela y comenzó a trabajar en Danceteria como ayudante de camarero. 

## Escena de club underground

### El Club Kids
Mientras trabajaba en Danceteria, Alig estudió el negocio de los clubes nocturnos y pronto se convirtió en promotor de fiestas. Su capacidad para organizar fiestas memorables le ayudó a ascender en la escena fiestera de Nueva York. Alig y otros asiduos habituales del club comenzaron a crearse personajes estrafalarios y más tarde se hicieron conocidos como "Club Kids". Los Club Kids llevaban disfraces extravagantes que el ex Club Kid y conocido James St. James describió más tarde como "en parte drag, en parte payaso, en parte infantilismo".  También eran conocidos por su consumo frecuente de ketamina (conocida como Special K), éxtasis, Rohypnol, heroína y cocaína. Los Club Kids de Alig incluían (entre otros): "Astro Erle", "Ernie Glam", "Gitsie", "Jennytalia", "Superstar DJ Keoki ", Amanda Lepore, Charlie "Dash" Prestano, Joshua Davis, " Richie Rich ", Robert "Freeze" Riggs, RuPaul y "Walt Paper".  Las extravagancias de los Club Kids se convirtieron en una fuente de interés para los medios de comunicación, y aparecieron artículos sobre ellos en medios como Newsweek, People y TIME. También aparecieron en Donahue, Geraldo y The Joan Rivers Show. 
En 1988, Alig fue contratado por el propietario de The Limelight, Peter Gatien. Las fiestas de Alig en The Limelight fueron un éxito tal que comenzó a organizar fiestas para otros clubes de Gatien: Club USA, Palladium y Tunnel.  Las famosas "Fiestas Outlaw" de Alig, que se celebraban sin permiso en lugares poco convencionales, entre ellos un McDonald's,  un Dunkin' Donuts, casas abandonadas y el metro, ayudaron a revitalizar la escena de clubes del centro de la ciudad de Nueva York, que el columnista del The Village Voice Michael Musto declaró que se había atrofiado después de que el artista Andy Warhol falleciera en 1987.  
Las fiestas de Alig también se hicieron notorias debido en parte a su propio "mal comportamiento". Alig arrojaba billetes de 100 dólares en pistas de baile abarrotadas sólo para ver cómo la gente corría a por ellos. En otros casos, orinaba sobre los asistentes al club o en sus bebidas, y se caía en la pista tirando a otros al suelo.
A medida que crecía la popularidad de Alig en la escena de los clubes, también lo hacía su consumo de drogas. Fue arrestado varias veces por delitos de narcóticos y entró en rehabilitación, pero continuó consumiendo drogas. En 1995, su jefe, Gatien, envió a Alig a rehabilitación una vez más. 
Parte del comportamiento de Alig podría explicarse por un trastorno de personalidad. Informó que le habían diagnosticado un trastorno histriónico de la personalidad, que se caracteriza por altos niveles de búsqueda de atención, y afirmó: "El médico dijo que yo era el caso más extremo que había visto. Todo tiene que ser completamente exagerado. Funcionó bien para mi trabajo: yo era promotor". 

## Asesinato de Angel Meléndez

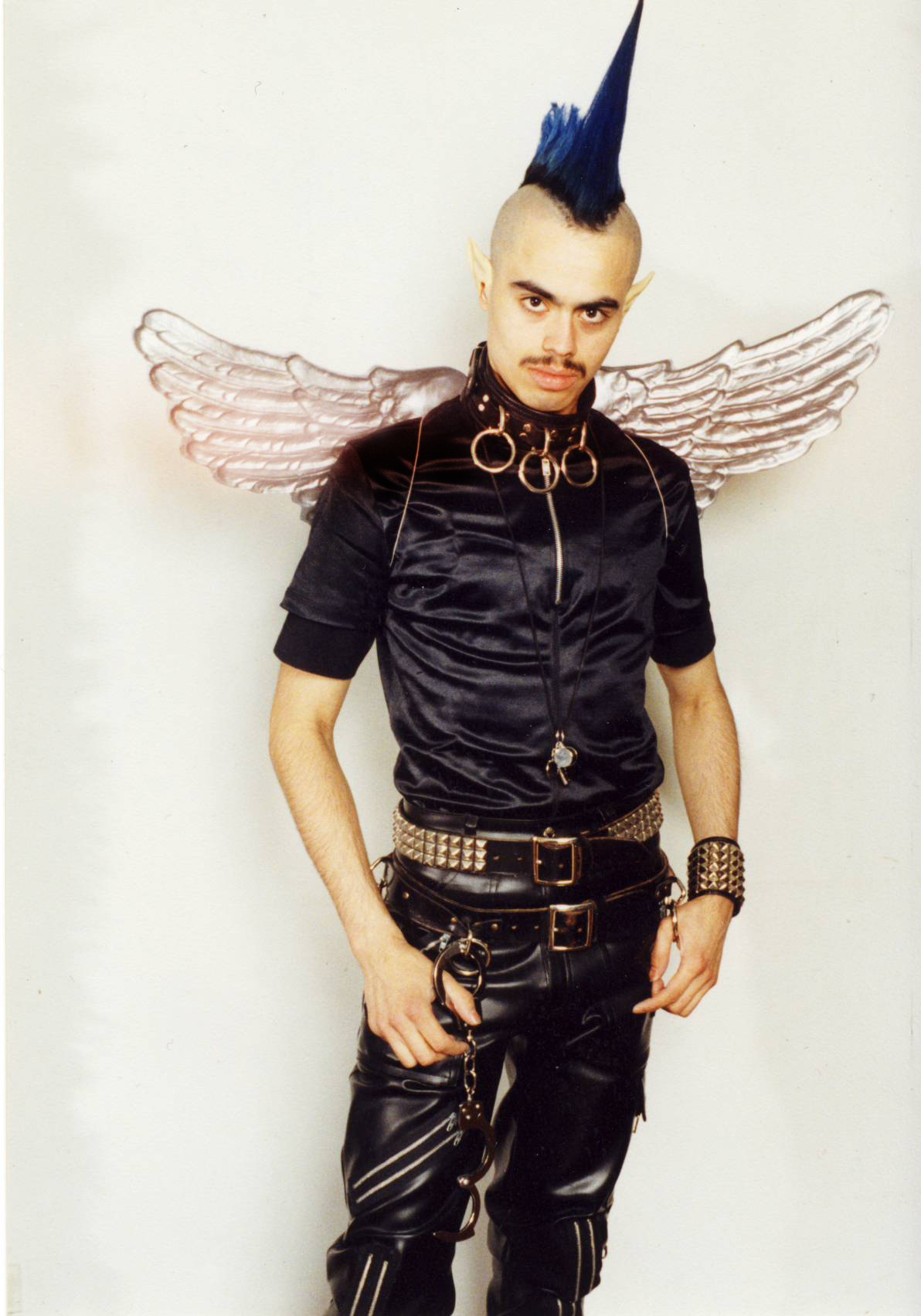
Alig y Riggs mataron a Ángel Meléndez (en la foto) y desmembraron su cuerpo.

Andre "Angel" Melendez era un habitual de la escena de clubes de la ciudad de Nueva York y trabajaba en The Limelight, entre otros clubes (algunos que no eran propiedad de Gatien, por ejemplo, Webster Hall) y discotecas, vendiendo drogas. Después de que agentes federales cerraran The Limelight y una investigación descubriera que Gatien permitía la venta de drogas allí, Meléndez fue despedido. Poco después, se mudó al apartamento de Alig en Riverbank West.   En la noche del 17 de marzo de 1996, Alig y su compañero de habitación, Robert D. "Freeze" Riggs, mataron a Meléndez después de una discusión en el apartamento de Alig por muchas cosas, incluida una deuda de drogas de larga data.  Alig afirmó muchas veces que estaba tan drogado que su recuerdo de los hechos no era claro.
Después de la muerte de Meléndez, Alig y Riggs no sabían qué hacer con el cuerpo. Inicialmente lo dejaron en la bañera, que llenaron con hielo. Después de unos días, el cuerpo empezó a descomponerse y oler mal. Después de discutir qué hacer con el cadáver y quién debería hacerlo, Riggs fue a Macy's a comprar cuchillos y una caja. A cambio de 10 bolsas de heroína, Alig aceptó desmembrar el cuerpo de Meléndez. Le cortó las piernas y las puso en bolsas de basura separadas, luego en bolsas de lona separadas y las arrojó al río Hudson. El resto del cuerpo fue puesto en una caja grande, el embalaje de un televisor, que Riggs encontró en el sótano de su edificio de apartamentos. Después, él y Riggs arrojaron la caja al río Hudson. 
En las semanas posteriores a la desaparición de Meléndez, Alig supuestamente le dijo "a cualquiera que quisiera escucharlo" que él y Riggs lo habían asesinado. La mayoría de la gente no creyó a Alig y pensó que su "confesión" era otra de sus estratagemas para llamar la atención. 

### Investigación y arresto
El 23 de abril de 1996, Musto informó de los rumores sobre la participación de Alig en la muerte de Meléndez a través de un artículo oculto en su columna del Village Voice. Aunque no se utilizaron nombres, los informes de Musto incluyeron los detalles del asesinato. Musto había informado previamente sobre el despido de Alig de The Limelight y notó el rumor sobre una persona del club desaparecida.  El 27 de abril de 1996, la columna "Página seis" del New York Post publicó un artículo principal sobre el misterio del posible asesinato, citando el informe de Musto, así como un artículo de la revista New York que citaba a un evasivo Alig. Durante las siguientes semanas, el Village Voice continuó informando y haciendo acusaciones sobre el asesinato de Meléndez. 
Hasta septiembre de 1996, la policía aún no había interrogado a Alig sobre el asunto; estaban concentrados en su exjefe y antiguo socio comercial, Peter Gatien, queriendo que Alig testificara en su contra.  Como habían pasado varios meses, muchas personas creían que Alig se saldría con la suya tras asesinar a Meléndez, hasta que unos niños que jugaban en el agua sacaron una caja que contenía un torso sin piernas de las aguas de Oakwood Beach  en Miller Field, en New Dorp, Staten Island. James St. James contó cómo el hermano de Meléndez estaba desconcertado por lo que él consideraba una indiferencia cruel por parte de la policía (que no se esforzaban por un joven homosexual traficante sin dirección fija) y de los personajes mediáticos a quienes Meléndez había considerado amigos (que a su espalda lo despreciaban por su origen humilde y tacañería). 
En noviembre de 1996, el forense informó que el cuerpo había sido identificado como el de Meléndez.  Alig huyó de Nueva York,  pero fue localizado por la policía en una habitación de motel alquilada por su novio traficante de drogas, Brian, en Toms River, Nueva Jersey.  Alig fue arrestado al igual que Riggs. Poco después de su arresto, Riggs confesó a la policía:

Un día de domingo de 1996 yo estaba en casa ... y Michael Alig y Angel Melendez discutían a gritos ... y cada vez más fuerte. Abrí la puerta de la habitación y me dirigí al otro dormitorio ... en ese momento Michael Alig estaba gritando, "¡Ayúdame!" "Quítamelo de encima" [Angel] comenzó a sacudirlo violentamente y a golpearlo contra la pared. Estaba gritando "Será mejor que me des mi dinero o te romperé el cuello"... Agarré el martillo ... y golpeé a Angel en la cabeza ...

Según Riggs, golpeó a Meléndez un total de tres veces en la cabeza con el martillo. Entonces Alig agarró una almohada y trató de asfixiarlo. Mientras Meléndez estaba inconsciente, Riggs fue a la otra habitación; cuando regresó, notó una jeringuilla rota en el suelo. Riggs afirmó que Alig estaba vertiendo "algún limpiador o químico" en la boca de Meléndez y luego la tapó con cinta adhesiva con la ayuda de Riggs.  Sin embargo, Alig cuestionó estas afirmaciones y citó el " Drano en la aguja hipodérmica" como una de las dramatizaciones falsas clave en Disco Bloodbath y Party Monster. 
Alig afirmó haber asesinado a Meléndez en defensa propia y haber ayudado a deshacerse del cuerpo en pánico. Los fiscales dudaron en acusar a Alig de asesinato en primer grado, ya que todavía esperaban que testificara contra su exjefe, Peter Gatien, quien había sido arrestado por permitir la venta de drogas en sus clubes nocturnos. Finalmente, ofrecieron a Alig y Riggs un acuerdo de culpabilidad: una sentencia de 10 a 20 años si aceptaban el cargo menor de homicidio.  El 1 de octubre de 1997, ambos se declararon culpables y fueron condenados a penas de entre 10 y 20 años. 
Mientras estaba en prisión, Alig le dijo a Musto: "Sé por qué lo dije. Debí haber querido detenerme. Estaba perdiendo el control. Es como el viejo dicho: '¿Qué tienes que hacer para llamar la atención aquí? ¿Matar a alguien?'".

## Prisión
Mientras estuvo encarcelado en el sistema penitenciario del estado de Nueva York, Alig fue transferido de prisión en prisión; también pasó tiempo en el pabellón psiquiátrico de Rikers Island.   En 2000, en el centro penitenciario de Southport, fue puesto en régimen de aislamiento después de que lo sorprendieran consumiendo heroína. Permaneció en aislamiento durante otros dos años y medio después de que una prueba de drogas mostrara que todavía consumía.
En agosto de 2004, James St. James comenzó un blog titulado "Llamadas telefónicas de un delincuente". El blog contenía transcripciones de conversaciones telefónicas entre Alig y St. James sobre las experiencias de Alig en prisión. Después de seis semanas, Alig puso fin a las llamadas telefónicas alegando: "La gente piensa que me lo estoy pasando genial o que estoy tratando de aprovecharme de mi situación".  Ese año fue trasladado al Centro Correccional de Elmira. 
Alig cumplió los requisitos para obtener la libertad condicional en 2006. Su primera solicitud de libertad condicional, en noviembre de 2006, fue denegada, según se informa después de que los oficiales de libertad condicional vieron la película Party Monster (2003), un relato ficticio de la vida de Alig, protagonizado por Macaulay Culkin.  En julio de 2008 se le volvió a negar la libertad condicional después de fallar varias pruebas de drogas. En una entrevista con su excompañero de prisión, Daniel Genis, Alig dijo que el tiempo que pasó leyendo mientras estaba en aislamiento lo inspiró a escribir sus memorias, que tituló Aligula, y se identificó particularmente con el personaje Raskolnikov de Crimen y castigo de Dostoievski.  En marzo de 2009, Alig dijo que finalmente decidió dejar de consumir y que desde entonces había estado sobrio. 

## Después de prisión
Alig fue puesto en libertad condicional el 5 de mayo de 2014.  Según las condiciones de su libertad condicional, Alig regresó a la ciudad de Nueva York.  Se le exigió que cumpliera con el horario de entrada a las 8:00, toque de queda por la tarde y recibir asesoramiento sobre el manejo de drogas y la ira, y capacitación para la preparación laboral.  En los meses posteriores a su liberación, Alig concedió numerosas entrevistas en las que expresó su deseo de protagonizar su propio reality show y organizar una exposición de sus obras de arte. 

### Arte
En mayo de 2015, una selección de pinturas de Alig se exhibieron en la Feria SELECT de Nueva York. 
El 25 de junio de 2015, Alig realizó su primera y única exhibición de arte en tres galerías de arte separadas en la ciudad de Nueva York. En el artículo del New York Post "Party Monster: Painting in Prison Kept Me from Killing Myself" (Monstruo de la fiesta: pintar en prisión me impidió suicidarme), se informó sobre el evento, una entrevista a Michael Alig como pintor y fotos de sus pinturas como Zombie Babies, Club Kids y de la serie Pfizer: la pintura Orange Butterflies Pfizer. 
El evento artístico fue filmado por World of Wonder (WOW) para la película Party Monster 2. James St James, DJ Keoki, JennyTalia, el director de cine Eric Spade Rivas, la actriz de cine y música de Hollywood Ingrid LaLa, el músico y pintor neoyorquino Joseph Arthur, la leyenda de la vida nocturna neoyorquina Steve Lewis y muchos otros asistieron al evento artístico de Michael Alig del 25 de junio de 2015.

### Vida nocturna y carrera cinematográfica
DJ Keoki comenzó a trabajar como DJ en una fiesta semanal los lunes por la noche llamada ¡Outrage! en el Lower East Side neoyorquino. Más tarde, DJ Keoki involucró a Alig con ¡Outrage!. Michael Alig reclutó a su mentora y directora ejecutiva de Hollywood, Ingrid LaLa, para crear una lista maestra de contactos, hacer relaciones públicas y enviar correos electrónicos de MailChimp para nuevas ¡Outrage! parties. Se convirtió en un éxito que se celebraba todos los lunes por la noche con DJ Keoki pinchando y Alig trayendo a la vieja y nueva generación de Club Kids. 
En enero de 2017, Alig convenció a Jason Chaos, músico y personalidad de la vida nocturna de Nueva York, para que comisariara y trabajara en ¡Outrage! ahora como una fiesta temática. Con Jason Chaos, Alig, Ingrid LaLa y otros trabajando en equipo, ¡Outrage! se convirtió en una fiesta exitosa y Alig volvió a trabajar en promociones de la vida nocturna. 
Alig protagonizó cuatro películas de Eric Spade Rivas: Vamp Bikers, Vamp Bikers Dos, Vamp Bikers 3  y Duke of New York.
El 2 de febrero de 2017, Alig fue arrestado por intrusión y fumar metanfetamina en el parque Joyce Kilmer en Concourse, afuera del Palacio de Justicia del Condado del Bronx, aproximadamente a la 1:30 de la madrugada. Lo detuvieron porque el parque cierra después del anochecer. La denuncia alega que "la policía encontró una bolsa de metanfetamina y una pipa con residuos de la droga en el bolsillo de su chaqueta". El New York Daily News informó que Alig fue procesado por posesión de drogas y allanamiento de morada, y se declaró culpable de allanamiento de morada a cambio de una libertad condicional. 
Después de trabajar en las outrage parties, Alig continuó promocionando y organizando fiestas en la ciudad de Nueva York. Durante los cierres por la pandemia de COVID-19, Michael Alig y Jason Chaos organizaron fiestas por Zoom. Debido a la popularidad de estos eventos durante el confinamiento, la policía de Nueva York investigó creyendo que se trataba de un evento real en persona cuando en realidad era una fiesta virtual.  Alig organizó estas fiestas virtuales hasta su muerte.

### Muerte
El 24 de diciembre de 2020, poco antes de la medianoche, Alig fue encontrado inconsciente por su exnovio en su casa de Washington Heights, Manhattan. Había estado consumiendo heroína, antes de ser declarado muerto en el lugar. Tenía 54 años.  Al día siguiente, Navidad, la madre de Alig confirmó que la causa de su muerte fue una sobredosis accidental de heroína.  La Oficina del Médico Forense Jefe de la Ciudad de Nueva York verificó en mayo de 2021 que Alig murió por intoxicación aguda por fentanilo, acetilfentanilo, heroína y metanfetamina.

## En los medios
Libros
- Los acontecimientos de los años de Alig como promotor de clubes hasta su arresto están cubiertos en las memorias de James St. James, Disco Bloodbath: A Fabulous but True Tale of Murder in Clubland (1999),  [44] republicada con el título Party Monster después del estreno de la película homónima de 2003.

Películas
- Los acontecimientos de los años de Alig como promotor de clubes hasta su arresto fueron retratados en el documental, producido y dirigido por Fenton Bailey y Randy Barbato, Party Monster: The Shockumentary (1998) y el largometraje posterior, también producido, dirigido y escrito por Bailey y Barbato, Party Monster (2003), protagonizado por Macaulay Culkin como Alig y Seth Green como St. James, así como el documental Glory Daze: The Life and Times of Michael Alig (2015) en enero de 2018 disponible en streaming de Netflix. [45]
- Una entrevista con Alig en prisión aparece en el documental Limelight (2011), dirigido por Billy Corben y coproducido por la hija de Peter Gatien, Jen Gatien. [46]
- Alig fue elegido para interpretar a "Michael" en la primera y única película del director independiente radicado en Nueva York, Manuel Toledano (terminada en 1998, con la participación del productor Elías Querejeta), titulada "Shampoo Horns" (Cuernos de Espuma, 1998). La película retrata aquellos años y la moda de los Club Kids, en parte como ficción, en parte como documental. El rodaje tuvo lugar durante 1996, y se supone que Alig estaba actuando durante el mismo período en el que cometió su crimen en la vida real. [47]
- Michael Alig tuvo varios papeles en cuatro películas de Eric Spade Rivas: Vamp Bikers, [37] [38] Vamp Bikers Dos, [39] Vamp Bikers 3 [40] y The Duke of New York.

Televisión
El caso de Alig ha aparecido en las series de televisión sobre crímenes reales:
- American Justice: "Dancing, Drugs, and Murder" (13 de abril de 2000; temporada 7, episodio 10), en A&E. [22] [48]
- Deadly Devotion: "Becoming Angel" (16 de julio de 2013) en Investigation Discovery. [49] [50]
- Notorious: "Dancing, Drugs and Murder" (27 de diciembre de 2005; temporada 2, episodio 76), en The Biography Channel. [51]
- Los años 90: La década más mortal : "Death  of an Angel" (19 de noviembre de 2018, temporada 1, episodio 3), para Investigation Discovery. [52]
- E! True Hollywood Story: "Death by Disco" (19 de noviembre de 2018), para E!. [53]

Teatro
- Clubland: The Monster Pop Party (2013), una adaptación musical del libro de St. James Party Monster y su adaptación cinematográfica homónima de 2003, debutó el 11 de abril de 2013 en el Club Oberon del American Repertory Theater, con libro, música y letras de Andrew Barret Cox [54]